# Offshoretransformatorstation
 Der er for få eller ingen kildehenvisninger i denne artikel, hvilket er et problem. Du kan hjælpe ved at angive troværdige kilder til de påstande, som fremføres i artiklen.

En offshoretransformatorstation er en transformatorstation placeret offshore fx i forbindelse med havvindmølleparker. Dermed kan man nøjes med et søkabel indtil land, i stedet for et kabel indtil land for hver havvindmølle. Første offshoretransformatorstation i Danmark er Nysted Transformerstation, som er fremstillet af Bladt Industries A/S i Aalborg for SEAS. Det blev leveret i 2002. 
Horns Rev 1 og Horns Rev 2 har hver en transformerstation tilknyttet parkerne.
I dag er det en stor fordel med offshoretransformatorstationer, da vindmølleparkerne offshore placeres længere og længere fra kysten, samt bliver større og større. 
Den ledende producent af offshoretransformatorstationer er Bladt Industries A/S.